# موشان (شهرک)
موشان (به لاتین: Mosjøen) (تلفظ نروژی: [ˈmu:ʃøn] ) یک شهرک در نروژ است که در وفسن واقع شده‌است. موشان ۶٫۴۱ کیلومتر مربع مساحت و ۹٬۶۶۵ نفر جمعیت دارد.

## خواهرخوانده
شهرهای گورنیی میلانوواس، لیکسله، وولخوف، سینوپ و بخش لیکسله خواهرخوانده‌های موشان (شهرک) هستند.

## نگارخانه

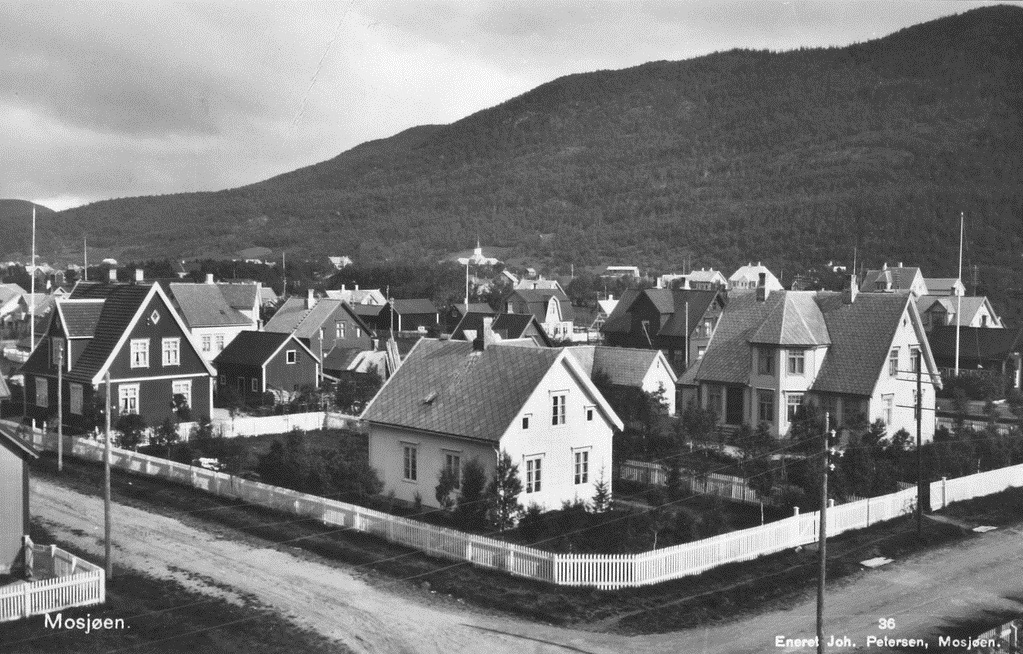
اوایل قرن ۲۰ میلادی
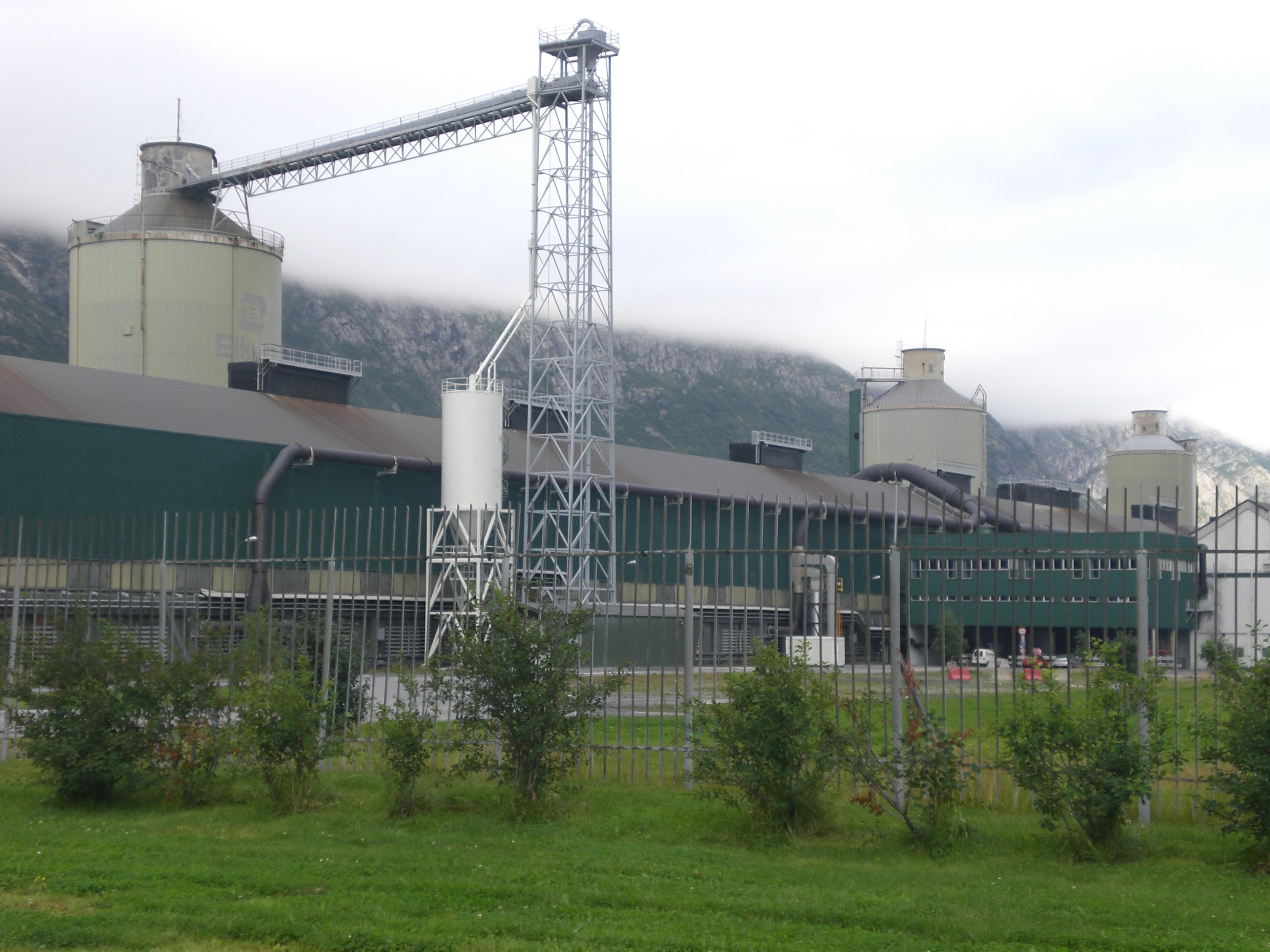
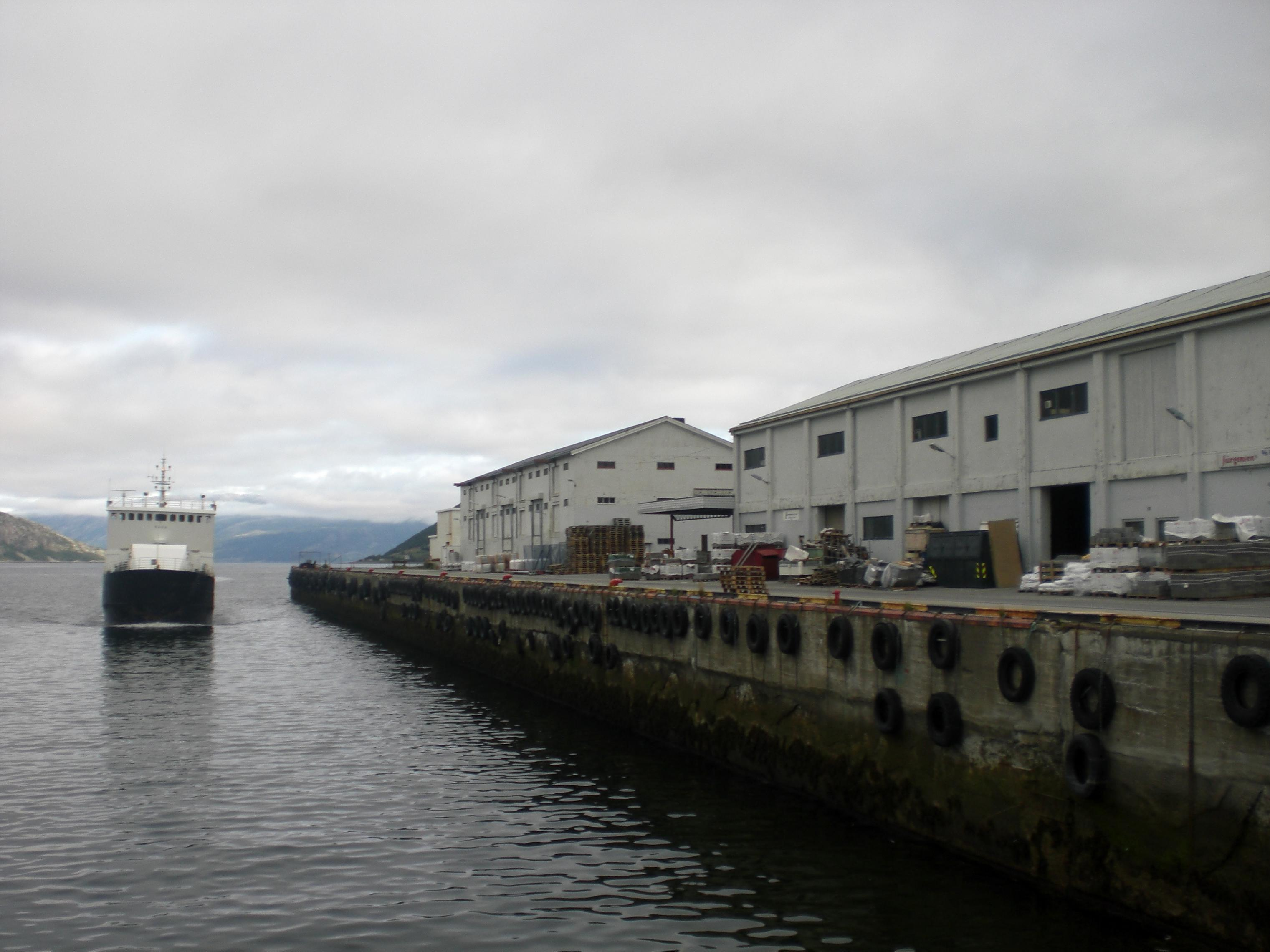
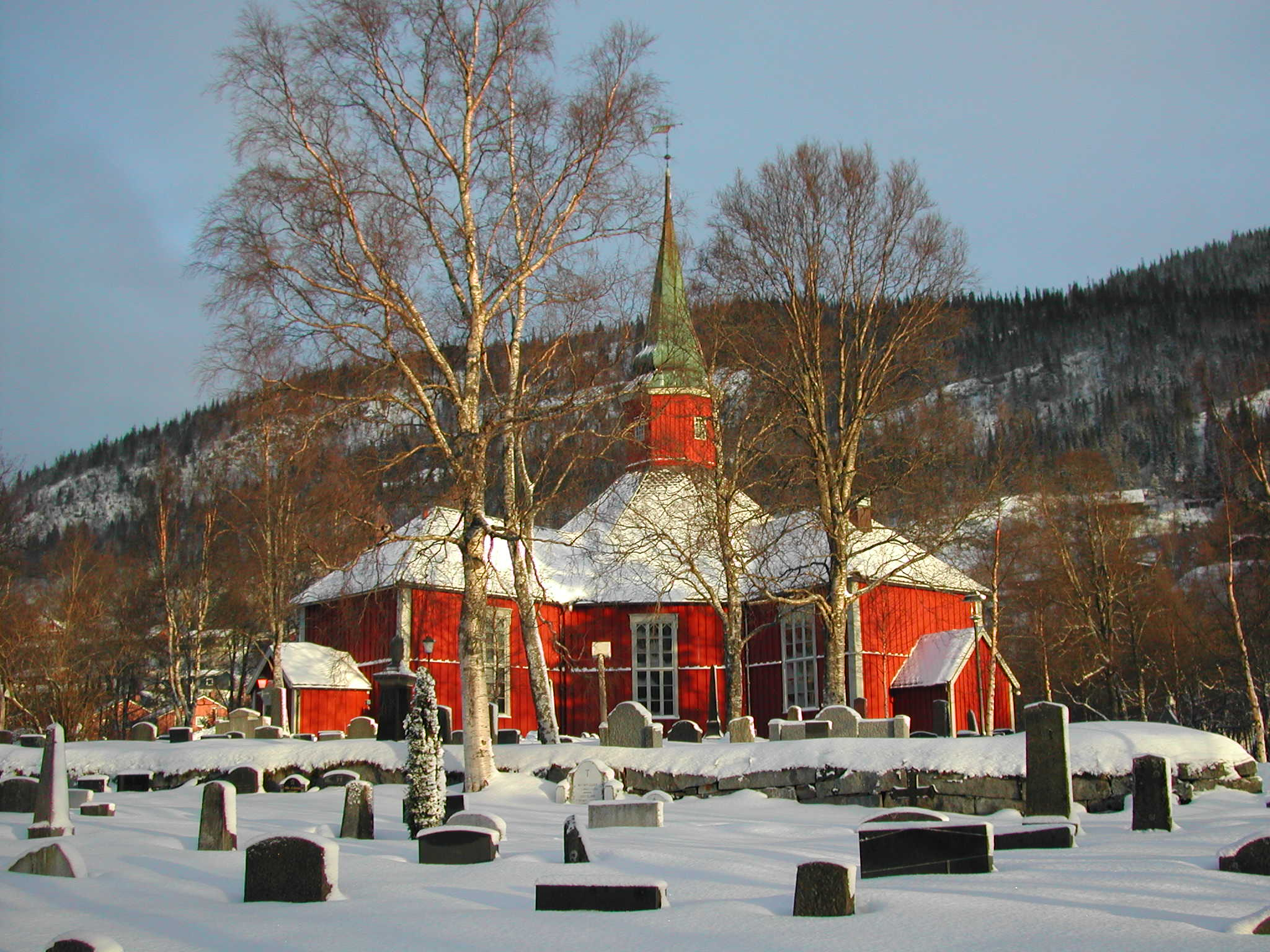
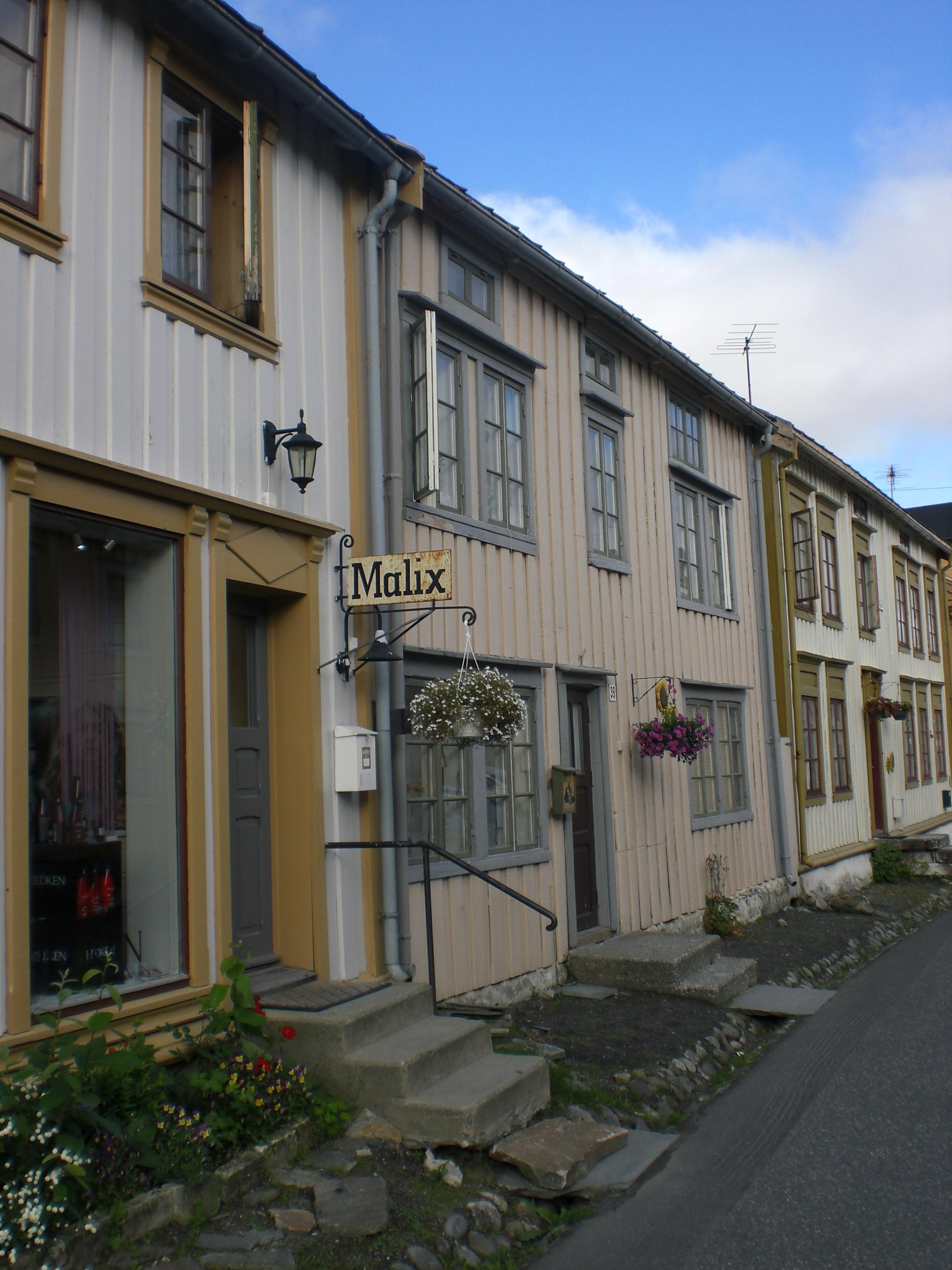